# Segimero
Segimero (ou Segimer) foi no século I a.C., um chefe germano da tribo dos Queruscos, era filho de Sigonax e neto de Ariovisto; porém, é mais conhecido por ser o pai do herói alemão Herman, também chamado de Armínio, o "Libertador da Germânia".